# بزرگراه ۸ آسیا

ASIAN HIGHWAY 8

بزرگراه ۸ آسیا که به صورت علامت اختصاری AH-8 نشان داده می‌شود، بزرگراهی است به طول ۴۹۰۷ کیلومتر که از تورپینوفکا در روسیه آغاز شده و در بندر امام خمینی ایران پایان می‌یابد. مسیر آن از جاده‌های زیر است:

## روسیه
- بزرگراه M10 : تورپینوفکا - ویبورگ - سن پترزبورگ - تور - مسکو
- بزرگراه M4 : مسکو - کاشیرا
- P22 جاده P22 : کاشیرا - تامبوف - بوریسبلسک - ولگوگراد - آستراخان
- P215 جاده P215 : آستراخان - خاسافیورت - مخاچ‌قلعه
- P217 جاده P217 : مخاچ‌قلعه - کازمالیارسکی - سامور

## آذربایجان
- بزرگراه M1 : سامور - سومقاییت - باکو
- کمربندی باکو : باکو
- بزرگراه M3 : باکو - الت - بیله‌سوار - آستارا

## ایران
- جاده ۴۹ : آستارا - رشت
- آزادراه ۱ : رشت - قزوین
- جاده ۴۹ : قزوین - ساوه
- آزادراه ۵ : ساوه - سلفچگان
- جاده ۵۶ : سلفچگان - اراک - بروجرد
- جاده ۳۷ : بروجرد - خرم‌آباد
- آزادراه ۵ : خرم‌آباد - اندیمشک
- جاده ۳۷ : اندیمشک - اهواز
- آزادراه ۵ : اهواز - بندر امام خمینی